# 第2次シルテ湾海戦
第2次シルテ湾海戦（だいにじシルテわんかいせん）は、1942年（昭和17年）3月22日に地中海戦域で連合国軍と枢軸国軍の艦隊が交戦した海戦。

## 概要
第二次シルテ湾海戦は第二次世界大戦中のマルタ攻防戦において、1942年（昭和17年）3月22日に地中海で生起した海戦である。イギリス軍がMW10船団をアレキサンドリアからマルタへ送るMG1作戦を実行し、イギリス輸送船4隻（タンカー1隻、貨物船3隻）と護衛艦隊（軽巡4隻、駆逐艦16隻／マルタより軽巡1隻、駆逐艦1隻）が出撃した。このマルタ増援部隊と、イタリア王立海軍の主力艦隊（高速戦艦1隻、重巡2隻、軽巡1隻、駆逐艦多数）が交戦した。
海戦当日の天候は、地中海では珍しい大時化であった。イギリス艦隊は損害をうけたものの、沈没艦はいなかった。だがイギリス輸送船団はドイツ空軍とイタリア空軍の空襲に晒されており、3月23日以降、マルタ周辺や港内で輸送船は全滅した。マルタへの補給量は、予定よりかなり少なかった。イギリスの輸送作戦は失敗し、次の輸送作戦を立案しなければならなくなった。

## 背景
マルタ島は地中海におけるイギリス軍の重要な拠点であり、ここを拠点とするイギリス軍（空軍、水上艦部隊、潜水艦部隊）はイタリアと北アフリカ間の枢軸国の補給線に大きな打撃を与えていた。北アフリカ戦線で戦うドイツ陸軍（エルウィン・ロンメル将軍のドイツアフリカ軍団）に対する補給を盤石にするために、枢軸国軍はマルタを執拗に攻撃した。特にドイツ空軍とイタリア空軍の空襲によりマルタ地上設備や都市の被害が増大し、イギリス側輸送船団の損害も相乗して、物資と燃料の不足が深刻となっていた。イギリス軍は何度もマルタへ補給船団を送っており、1941年（昭和16年）12月中旬の第1次シルテ湾海戦など、幾度か海戦が起きていた。
1942年初頭、イギリス軍は地中海戦線と北アフリカ戦線の双方で苦戦していた。ベンガジが陥落し、ドイツ空軍がマルタ島への補給路を脅かしはじめた。地中海の制空権維持にかかせない空母も、底をつきかけていた。空母アーク・ロイアル (HMS Ark Royal, 91) は既に沈没し、イラストリアス級航空母艦は修理中か日本軍のインド洋侵攻に備えて東洋艦隊に配備されていた。キング・ジョージ5世級戦艦はドイツ戦艦ティルピッツ (Tirpitz) などに備えて本国艦隊に編入されており、地中海に姿を見せることはなかった。
地中海艦隊に配備されていたのは旧式戦艦と軽巡洋艦や駆逐艦ばかりで、1942年に旧式空母2隻（アーガス、イーグル）が増強されるまで貧弱な戦力であった。
前年5月にクレタ島を喪失していたイギリス軍にとってマルタは地中海の重大拠点であり、枢軸国（ドイツ、イタリア）にとっても最重要目標であった。枢軸側はヘラクレス作戦によるマルタ攻略を検討しており、この空挺作戦が実施されればマルタを占領できる（奪われる）可能性があった。イギリス側は航空母艦による航空機輸送作戦とともに、タンカーや貨物船による増援輸送をつづけ、その一環として1942年（昭和17年）3月にMG1作戦を実行することになった。
今回のクラブラン (Club Run) は、ジブラルタルを拠点とするH部隊に増強された旧式空母2隻（アーガス、イーグル）が実施した（Operation Picketなど）。マルタにスピットファイア約30機が補充された。

## MG1作戦
アンドルー・カニンガム提督が指揮する地中海艦隊は、マルタへの大規模輸送作戦を準備した。
MG1作戦は、輸送船4隻（ブレコンシャー、クラン・キャンベル、パンパス、タラボート）からなる船団をアレクサンドリアからマルタへ送るというものである。このMW10船団の護衛には、直接護衛として軽巡カーライル (HMS Carlisle，D67) 、駆逐艦サウスウォールド (HMS Southwold，L10) 、ボーフォート (HMS Beaufort，L14) 、ダルヴァートン (HMS Dulverton，L63) 、ハワース (HMS Hurworth，L28) 、エイヴォン・ヴェイル (HMS AvonVale) 、エリッジ (HMS Eridge，L68) 、ヘイスロップ (HMS Heythrop，L85) が同行した。
この輸送船団部隊を、フィリップ・ヴァイアン少将（旗艦クレオパトラ、第15巡洋戦隊）が指揮する間接護衛隊が護衛する。
軽巡洋艦クレオパトラ (HMS Cleopatra, 33) 、ダイドー (HMS Dido, 37) 、ユーライアラス (HMS Euryalus, 42) 、駆逐艦ジャーヴィス (HMS Jervis, F00) 、キプリング (HMS Kipling) 、ケルヴィン (HMS Kelvin, T37) 、キングストン (HMS Kingston, F64) 、シーク (HMS Sikh, F82) 、ヒーロー (HMS Hero) 、ライヴリー (HMS Lively, G40) 、ハヴォック (HMS Havock, H43) 、ヘイスティー (HMS Hasty, H24) 、ズールー (HMS Zulu, F18) という編成であった。
今回の護衛部隊に加わっていたイギリス軽巡洋艦は防空型であり、敵水上艦艇に対する火力が不足していた。
船団は3月20日にアレクサンドリアを出発し、3月23日の夜明けにマルタ到着の予定であった。またメッシーナ海峡の南側とターラント湾を哨戒するため、U級潜水艦3隻（アンバートン、アプホルダー、アルティメンタム）が配備された。
3月19日、まず航続距離の短いハント級駆逐艦7隻からなる第5駆逐群が対潜哨戒も兼ねて船団に先立ってアレクサンドリアから出航し、トブルクへ向かった。3月20日7時、船団が軽巡カーライルと駆逐艦6隻に護衛されてアレクサンドリア出航した。残りの護衛部隊も同日18時に出撃した。第5駆逐群は3月20日にトブルクで給油し、その後船団に合流した。この間に英駆逐艦ヘイスロップ (HMS Heythrop，L85) がソルム北方でU-652の雷撃を受け、沈没した。3月22日午前6時に、後から出撃した部隊も船団に合流し、午前8時には2日前にマルタから出撃していた軽巡洋艦ペネロピ (HMS Penelope, 97) と駆逐艦リージョン (HMS Legion, G74) も合流した。
この作戦を支援するため、北アフリカではイギリス陸軍による陽動攻撃がおこなわれた。また、船団に対する航空攻撃の脅威を低減するため、キレナイカとクレタ島に対する空襲も行われた。
3月21日17時5分、イタリアの潜水艦プラチナ (Platino) がイギリス船団を視認していた。また、Ju52輸送機もイギリス船団を発見した。イギリス側の動きに呼応して、メッシーナからアンジェロ・パロナ上級少将が指揮する重巡洋艦ゴリツィア (Gorizia) 、トレント (Trento) 、軽巡洋艦ジョバンニ・デレ・バンデ・ネレ (Giovanni delle Bande Nere) 、駆逐艦アルピーノ、ベルサリエーレ、フチリエーレ、ランチエーレランチエーレが出撃した。
ターラントからアンジェロ・イアキーノ中将が指揮する戦艦リットリオ (Littorio) 、駆逐艦アスカリ、アヴィエーレ (Aviere) 、アルフレード・オリアーニ、ジェニエーレ、グレカーレ (Grecale) 、シロッコ (Scirocco) が出撃し、両部隊は22日朝に合流してイギリス船団攻撃に向かった。イギリスの潜水艦P36はタラントを出撃したイタリア艦隊を発見、報告した。イギリス側は有力な敵艦隊との遭遇を覚悟して進撃を続けた。

## 戦闘経過
3月22日、海は大荒れであった。午前中、イギリス船団は数度航空攻撃を受けたが、損害はなかった。14時10分、軽巡洋艦ユーライアラスがイタリア艦隊発見を報告した。それはパロナ少将が指揮するイタリア巡洋艦部隊であった。ヴィアン少将はハント級駆逐艦5隻を護衛につけて船団を南西に退避させ、煙幕を張った。南東からの風により煙幕はイタリア艦隊のほうへ流れ効果的に働いた。この時の戦闘では両軍とも損害はなく、イタリア艦隊は15時15分に戦場を離脱した。この戦闘中、船団は空襲を受けたが被害はなかった。
ヴィアン少将はイタリア艦隊を追い返したので敵艦隊の脅威はなくなったと考え、船団との合流に向かった。だが、イタリア軍は撤退したわけではなかった。イタリア艦隊をまとめたイアキーノ中将はイギリス艦隊へ向かい、16時37分に英駆逐艦ズールーが再びイタリア艦隊を発見した。16時43分に戦闘が開始され、悪天候や煙幕による視界不良の中で砲撃戦が繰り広げられた。悪条件の中で、イタリア艦隊の大型艦は見事な射撃を見せた。
英軽巡洋艦クレオパトラ（旗艦）にイタリア軽巡洋艦ジョバンニ・デレ・バンデ・ネレの砲撃が命中して15名が戦死、また伊戦艦リットリオの砲弾の破片で英軽巡洋艦ユーライアラスが損傷した。軽巡洋艦と防空巡洋艦を主戦力とするイギリス艦隊が砲撃戦で勝てる見込みはなく、駆逐艦による魚雷攻撃に賭けるしかなかった。そのためイタリア艦隊に接近し、戦艦や重巡洋艦の砲撃で被害を出す。イギリスの駆逐艦ハヴォック、キングストン、ライヴリィが損傷した。戦闘は18時56分に終了し、レーダーを持たないイタリア艦隊は夜戦を避けて北へ引き揚げた。

## 海戦後
イギリス艦隊はそれなりの損害をうけたが（軽巡3隻損傷、駆逐艦4隻損傷）、輸送船団を守り切った。だが、この戦闘のため夜の内にマルタに到着することが出来なくなり、翌23日朝にマルタ近海で枢軸軍航空部隊の空襲を受けた。貴重な燃料を積んだブレコンシャーはマルタから8浬の地点で爆弾を受けて航行不能となった。軽巡ペネロピが曳航を試みたが強風のため失敗し、マルサシロク近くの海岸に乗り上げた。枢軸側の空襲で破壊される前に、イギリス側は少量の油を回収した。クラン・キャンベルは爆撃で沈められた。残りの2隻（タラボット、パンパス）も空襲を受け、パンパスに爆弾2発が命中した。だが不発であり、2隻は無事にマルタのグランド・ハーバーに到着した。護衛艦艇にも被害が生じ、損傷した駆逐艦リージョン (HMS Legion, G74) は海岸に乗り上げ、後日沈没した。駆逐艦サウスウォールド (HMS Southwold，L10) はマルタ港外で触雷、沈没した。
さらに、無事に入港できた輸送船2隻（タラボット、パンパス）も接岸して物資を揚陸中に空襲を受け、繋留された状態で沈んだ。結局、運んできた物資26,000トンの内、揚陸できたのは約5,000トンであった。マルタの情勢は逼迫し、イギリス軍は6月に二つの大規模作戦（ハープーン作戦、ヴィガラス作戦）を発動した。
一方、イタリア艦隊は高速戦艦1隻と高性能巡洋艦3隻を擁しながら、軽巡洋艦と駆逐艦で編成されたイギリス艦隊を撃滅できなかった。さらに帰投途中に嵐で駆逐艦2隻（ランチエーレ、シロッコ）が沈没し、軽巡洋艦ジョバンニ・デレ・バンデ・ネレが損傷した。そのジョバンニ・デレ・バンデ・ネレも本格的修理のためラ・スペツィアにむけて回航中、4月1日に英潜水艦アージに撃沈された。